# 單鎮
單鎮（约1875年—1965年），字束笙，江蘇省蘇州府吳縣人，清朝末民国初政治人物、清末進士出身。

## 生平
光緒二十九年（1903年），参加光緒癸卯科殿試，登進士二甲第56名。同年閏五月，以主事分部学习。官农工商部郎中。民国时期，曾任工商部首席秘书兼总务厅厅长、江苏国税厅筹备处处长、江苏审计分处处长等职。1946年回苏州任吴县参议会会长，苏州文心图书馆董事。1965年以九十岁高龄卒于上海。
富藏书，编《桂阴居藏书录》。著有小説《蘇空頭》。
祖地安徽婺源，其曾祖落籍江苏吴县，世居苏州齐门内星桥巷老宅（今史家巷41号）。